# Plectiscus
Plectiscus is een geslacht van insecten uit de orde vliesvleugeligen (Hymenoptera) en de familie Ichneumonidae.

## Soorten
- P. agilis (Holmgren, 1858)
- P. callidulus (Holmgren, 1858)
- P. impurator Gravenhorst, 1829
- P. minutus (Holmgren, 1858)
- P. oeklandi (Roman, 1924)
- P. raduilus (Kolarov, 1986)
- P. ridibundus (Gravenhorst, 1829)